# 勒洛鲁博特罗
勒洛鲁博特罗（法語：Le Loroux-Bottereau，法語發音：[lə lɔʁu bɔtʁo]）是法国大西洋卢瓦尔省的一个市镇，位于该省东部，属于南特区。

## 地理
勒洛鲁博特罗（47°14'17"N, 1°20'57"W）面积45.31 平方千米，位于法国卢瓦尔河地区大区大西洋卢瓦尔省，该省份为法国西北部沿海省份，位于布列塔尼半岛东南部，北起伊勒-维莱讷省，西北接莫尔比昂省，西临大西洋，南至旺代省，东临曼恩-卢瓦尔省。
与勒洛鲁博特罗接壤的市镇（或旧市镇、城区）包括：卢瓦尔河畔迪瓦特、拉沙佩勒厄兰、上古莱讷、勒朗德罗、拉勒莫迪耶尔、圣于连德孔塞勒、奥雷当茹。
勒洛鲁博特罗的时区为UTC+01:00、UTC+02:00（夏令时）。

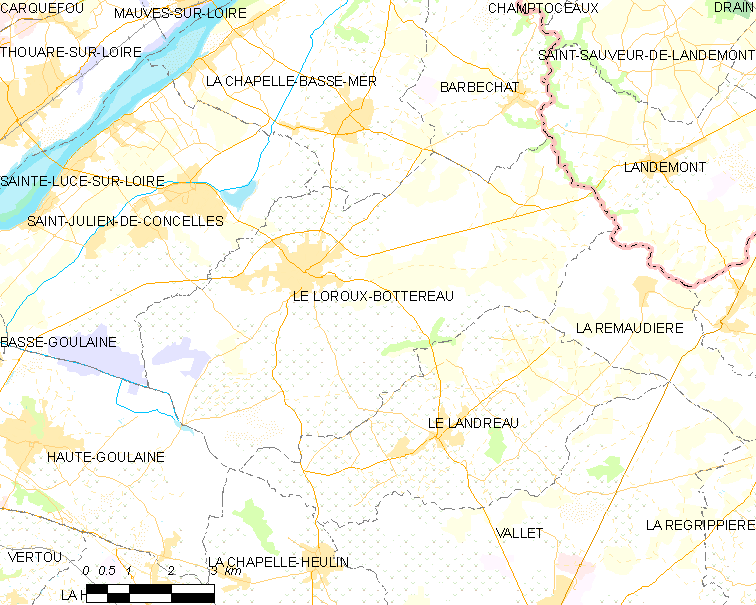
勒洛鲁博特罗的OSM定位图

## 行政
勒洛鲁博特罗的邮政编码为44430，INSEE市镇编码为44084。

## 政治
勒洛鲁博特罗所属的省级选区为瓦莱特县。

## 交通
大西洋卢瓦尔省省道D7线、D37线、D104线、D105线、D115线和D307线经过境内。

## 人口

1962-2008年间勒洛鲁博特罗人口变化图示

勒洛鲁博特罗于2022年1月1日时的人口数量为8595人。